# Leandro Damião
Leandro Damião (* 22. července 1989 Jardim Alegre) je brazilský fotbalový útočník, hráč klubu Santos FC a brazilské reprezentace. Ronaldo ho díky čichu na góly a kvalitní hře hlavou označil za svého pravděpodobného nástupce.
S klubem Sport Club Internacional z Porto Alegre vyhrál Copa Libertadores 2010 a Recopa Sudamericana 2011. V roce 2011 získal cenu Prêmio Arthur Friedenreich pro nejlepšího brazilského útočníka roku. V roce 2013 za jeho přestup nabízel Tottenham Hotspur FC sedmnáct milionů liber, ale vedení Internacionalu odmítlo. Od února 2014 je hráčem klubu Santos FC, v roce 2015 hostuje v Cruzeiro Esporte Clube v Belo Horizonte.
Brazílii reprezentoval v sedmnácti zápasech a vstřelil tři branky. S olympijským týmem získal stříbrnou medaili na olympiádě 2012 a s šesti brankami se stal nejlepším střelcem turnaje.